# Карловка (Крым)
Ка́рловка (укр. Карлівка, крымскотат. Karlovka, Карловка) — исчезнувшее село в Белогорском районе Республики Крым (согласно административно-территориальному делению Украины — Автономной Республики Крым), объединённое с селом Барасхан в Меловое и позже включённое в состав Цветочного. Сейчас часть села на северо-востоке.

## История
Селение Ново-Карловка возникла на месте заброшенного поселения Муртаза-Эли, записанного в Камеральном Описании Крыма… 1784 года в Аргынском кадылыке Карасьбазарского каймаканства. Видимо, после присоединения Крыма к России 8 февраля 1784 года, деревня, вследствие эмиграции татар в Турцию, опустела и в Ведомостях … 1805 года уже не записана, а на военно-топографической карте генерал-майора Мухина 1817 года обозначена как пустующая.
Возрождено, под названием Ново-Карловка, на территории Зуйской волости немцами-лютеранами в 1884 году на 1500 десятинах земли. Вскоре за колонией закрепилось название Карловка и уже в «Памятной книге Таврической губернии 1889 года» по результатам Х ревизии 1887 года Карловка записана, как ещё не приписанная к Зуйской волости, с 17 дворами и 100 жителями. В последующих доступных исторических документах упоминаний о немецком населении не встречается.
После земской реформы 1890 года Карловку отнесли к Табулдинской волости. В «…Памятной книжке Таврической губернии на 1892 год» Карловка пропущена, а согласно «…Памятной книжке… на 1900 год» в деревне, входившей в Алексеевское сельское общество, было 110 жителей в 10 домохозяйствах, имевших в собственности те же 1500 десятин земли. По Статистическому справочнику Таврической губернии. Ч.II-я. Статистический очерк, выпуск шестой Симферопольский уезд, 1915 год, в деревне Карловка Табулдинской волости Симферопольского уезда числилось 30 дворов с русским населением в количестве 167 человек приписных жителей и 38 — «посторонних», из которых 106 мужчин и 99 женщин. Жители владели 1484 десятинами удобной земли. В хозяйствах имелось 278 лошадей, 252 вола, 102 коровы и 750 голов мелкого скота.
После установления в Крыму Советской власти, по постановлению Крымревкома от 8 января 1921 года была упразднена волостная система и село вошло в состав вновь созданного Карасубазарского района Симферопольского уезда, а в 1922 году уезды получили название округов. 11 октября 1923 года, согласно постановлению ВЦИК, в административное деление Крымской АССР были внесены изменения, в результате которых округа ликвидировались, Карасубазарский район стал самостоятельной административной единицей и село включили в его состав. Согласно Списку населённых пунктов Крымской АССР по Всесоюзной переписи 17 декабря 1926 года, в селе Карловка, Борасханского сельсовета Карасубазарского района, числилось 43 двора, из них 41 крестьянский, население составляло 249 человек, из них 247 русских, 1 белорус, 1 записан в графе «прочие».
В 1944 году, после освобождения Крыма от нацистов, 12 августа 1944 года было принято постановление № ГОКО-6372с «О переселении колхозников в районы Крыма», в исполнение которого в район завезли переселенцев: 6000 человек из Тамбовской и 2100 — Курской областей, а в начале 1950-х годов последовала вторая волна переселенцев из различных областей Украины. С 25 июня 1946 года Карловка в составе Крымской области РСФСР. Указом Президиума Верховного Совета РСФСР от 18 мая 1948 года, Карловку объединили с Борасханом и переименовали в Меловое, которое к 1960 году, поскольку в «Справочнике административно-территориального деления Крымской области на 15 июня 1960 года» селение уже не значилось, присоединили к Цветочному (согласно справочнику «Крымская область. Административно-территориальное деление на 1 января 1968 года» — в период с 1954 по 1968 годы).

### Динамика численности населения
- 1889 год — 100 чел.[9]
- 1900 год — 110 чел.[11]
- 1915 год — 167/38 чел.[12][23]
- 1926 год — 249 чел.[17]